# 马武镇 (石柱县)
马武镇，是中华人民共和国重庆市石柱土家族自治县下辖的一个乡镇级行政单位。

## 行政区划
马武镇下辖以下地区：
来佛社区、腾龙村、宝连村、交寺村、前锋村、香溪村和金鑫村。